# ذا ميكانيك (فلم 2011)
ذا ميكانيك (بالإنجليزية: The Mechanic) فيلم أكشن أمريكي من كتابة لويس جون كارلينو وريتشارد وينك، وإخراج سيمون ويست سنة 2011، وبطولة جيسون ستاثام وبن فوستر.الفيلم هو إعادة إنتاج لفيلم صدر سنة 1972 يحمل الاسم نفسه.
يلعب ستاثام دور آرثر بيشوب، قاتل محترف. تم إصداره في الولايات المتحدة وكندا في 28 يناير 2011. صدر الجزء الثاني بعنوان الميكانيكي: القيامة في 26 أغسطس 2016.

## القصة
آرثر بيشوب (Bishop)، الذي يعملُ «ميكانيكيًا» (كلمة تتداول عند المافيا الأمريكية للدلالة على القاتل المأجور)، يتسلل إلى المنزل الفخم لزعيم عصابة المخدرات الكولومبية ويغرقه في حوض السباحة الخاص به. عند عودته إلى منزله في لويزيانا، التقى بصديقه ومعلمه هاري ماكينا، الذي يدفع لبيشوب مقابل عمله.
تم تكليف بيشوب بمهمة جديدة: قتل هاري (Harry). يؤكد صاحب عمل بيشوب عبر الهاتف أن المهمة صحيحة، وعندها يطلب بيشوب مقابلة وجهًا لوجه. يخبره دين (Dean) عن مهمة فاشلة في جنوب إفريقيا، حيث قُتل قتلة من الوكالة.
يقول دين إنه هو وهاري فقط على علم بتفاصيل المهمة، وأن هاري قد حصل على أجر مقابل تفاصيل المُهمة. على مضض، يقوم بيشوب بقتل هاري بمسدس الأخير، وجعله يبدو وكأنه سارق سيارات. في الجنازة، التقى بيشوب بنجل هاري المتهور ستيف (Steve). يمنع بيشوب ستيف من محاولة قتل سارق سيارات محتمل في محاولة مضللة للانتقام الشافي. يقنع ستيف بيشوب بتدريبه على ميكانيكي. بتبني كلب شيواوا، أمر ستيف بأخذ الكلب معه إلى مقهى كل يوم في نفس الوقت.
الهدف هو بيرك (Burke)، ميكانيكي بوكالة أخرى يتردد على نفس المقهى. نقاط ضعف بورك الوحيدة هي اهتماماته بالشباب والكلاب الصغيرة. يقوم بيرك بحركة على ستيف ويدعوه للخروج لتناول المشروبات. يرشد بيشوب ستيف إلى إدخال جرعة زائدة من روهيبنول في مشروب بورك. يتجاهل ستيف التعليمات ويذهب مع بيرك إلى شقته. عندما بدأ بورك في خلع ملابسه، حاول ستيف خنقه بحزام كما رأى بيشوب يفعل في مهمة سابقة. يقاوم بورك، مستخدماً ميزة حجمه وخبرته، لكن ستيف تمكن من قتل بورك بعد الكثير من الجهد والقتال الطويل. يعبر دين عن رفضه لتورط بيشوب مع ستيف، والذي انتهك قواعد ترتيب المهمة، لكن بيشوب يقول إن هاري وترتيبه كانا مقابل السعر فقط، وأن هاري ترك التفاصيل إلى بيشوب.
مُهمة بيشوب التالي هو قتل زعيم الطائفة أندرو فون (Vaughn). هم يخططون لحقن ضحيتهم بالأدرينالين لمحاكاة نوبة قلبية، حيث يقوم المسعفون بإعطاء جرعة قاتلة من الإبينفرين. بينما يستعد بيشوب وستيف للتنفيذ، يصل طبيب فون ويضع له معالجة وريدية من الكيتامين، والذي سيمنع تأثيرات الأدرينالين. يُقرّرون خنقه بدلاً من ذلك، لكن تم اكتشافهم بعد قتل فون وأُجبروا على تبادل إطلاق النار مع الحراس، وبعد ذلك يهرب الرجال المصابون ويذهبون إلى المنزل بشكل منفصل.
في المطار، يرى بيشوب ضحية مفترضة للمهمة التي زعم أن هاري باعها. يواجه الميكانيكي الآخر، الذي يخبر بيشوب أن دين قد دفع له لقتل الميكانيكيين الآخرين في جنوب إفريقيا وتزييف وفاته، حتى يتمكن دين من هندسة المهمة الفاشلة للتستر على تعاملاته المشبوهة. يكشف أيضًا أن دين قام بتأطير هاري وخدع بيشوب لقتل صديقه.
ثم يحاول الميكانيكي قتل بيشوب. بعد صراع بين بينهما، ينتهي بقتل بيشوب.
تعرض بيشوب في وقت لاحق لكمين من قبل أتباع دين غير المحترفين: بعد قتلهم، اكتشف أن دين كان وراء الضربة. يذهب بيشوب إلى منزله للاتصال بـ ستيف، ليكتشف أن ستيف قد تعرض لكمين. يوجه ستيف إلى مسدس مخفي يستخدمه ستيف لقتل مهاجميه. يجمع «ستيف» الإمدادات اللازمة لمهمته الجديدة بينما يخطط «بيشوب» للوصول إلى «دين». في هذه العملية، يجد ستيف بندقية والده ويدرك أن بيشوب قتل هاري.
بيشوب وستيف يقتلان دين في كمين. في طريق العودة، لاحظ بيشوب أن ستيف يحمل بندقية هاري. عندما يتوقفون، يغمر ستيف الأرض بالوقود بينما يتظاهر بملء الخزان. يمشي بعيدًا ويُشعل النار في الغاز، فتنفجر الشاحنة وبيشوب بداخلها.
يعود ستيف إلى المنزل ويؤدي إجراءين طلب منه بيشوب عدم القيام بهما: تشغيل سجل على الفونوغراف، وأخذ سيارة من نوع جاكوار أي-تايب 1966. بينما كان يقود سيارته بعيدًا، وجد ستيف ملاحظة على مقعد الراكب، نصّها: «ستيف، إذا كنت تقرأ هذ الرسالة، فأنت ميت!»، بردّ ستيف بالضحك ظانّا على أنها مزحة، قبل أن تنفجر السيارة بالفعل، مما يؤدي إلى مقتله. ثم يتم تدمير منزل بيشوب من خلال سلسلة من الانفجارات.
بالعودة إلى محطة الوقود، يُظهر شريط فيديو أمني أن بيشوب قد هرب من الشاحنة قبل ثوانٍ من الانفجار. يركب بيشوب شاحنة احتياطية ويبتعد.

## فريق العمل
- جيسون ستاثام في دور آرثر بيشوب
- بن فوستر في دور ستيف
- طوني غولدوين في دور دين ساندرسون
- دونالد ساذرلاند في دور هاري ماكينا
- جيف تشيس في دور بورك
- جون مكونيل في دور أندرو فوني
- ميني أندين في دور سارة
- ستيوارت غرير في دور رالف
- كريستا كامبيل في دور كيلي
- جيمس لوغان في دور خورخي لارا
- إيدي فرنانديز في دور حارس لارا
- جوشو بريدغووتر بدور سارق السيارة

## الإنتاج
سعى إروين وينكلر وروبرت تشارتوف، مُنتجا الفيلم الأصلي عام 1972، إلى إجراء تحديث على الفيلم. تم بيع الحقوق المسبقة لإعادة الإنتاج في فبراير 2009 في مهرجان برلين السينمائي الدولي. (ذكرت مجلة (Variety) أن السيناريو كتبه كارل جاجدوسك.) تم الإعلان عن المخرج سيمون ويست وجيسون ستاثام كجزء من المشروع بعد ثلاثة أشهر. وانضم كل من بن فوستر ودونالد ساذرلاند بجانب ستاثام في أكتوبر 2009. بدأ التصوير في نيو أورلينز بولاية لويزيانا في 14 أكتوبر واستمر لمدة تسعة أسابيع. وشملت مواقع التصوير مقاطعة سانت تاماني (لويزيانا)، ومركز التجارة العالمي في وسط مدينة نيو أورلينز، وسوق الجزائر للمأكولات البحرية.

## الإصدار
تم إصدار الفيلم في الولايات المتحدة وكندا في 28 يناير 2011. باعت شركة (Millennium Films) حقوق التوزيع الأمريكية لشركة (CBS Films). تم بيع حقوق التوزيع لشركة ليونزغيت إنترتينمنت.
حقق الفيلم 11.4 مليون دولار في عطلة نهاية الأسبوع الافتتاحية في الولايات المتحدة وكندا. انتهى في أمريكا الشمالية بإجمالي 29.1 مليون دولار و 47.2 مليون دولار في أقاليم أخرى، ليصبح المجموع العالمي 76.3 مليون دولار.

### الاستقبال النقدي
تلقى الفيلم آراء متباينة من النقاد. منحت أداة تجميع التعليقات في روتن توميتوز الفيلم نسبة موافقة بلغت 53٪، بناءً على 156 مراجعة، بمتوسط تصنيف 5.6 / 10. في ميتاكريتيك، حصل الفيلم على متوسط درجات 49 من 100، بناءً على 35 ناقدًا، مما يشير إلى «مراجعات مختلطة أو متوسطة».
منح روجر إيبرت الفيلم اثنين من أصل أربعة نجوم وقال: «لقد تم تعودي الجماهير على قبول الضوضاء والحركة كترفيه، وقد قُدّم بشكل جيد.»

## روابط خارجية
- مقالات تستعمل روابط فنية بلا صلة مع ويكي بيانات